# European War 6: 1804
European War 6: 1804 è un videogioco strategico sviluppato e prodotto dalla azienda statunitense EasyTech e pubblicato nel 2018.

## Modalità di gioco
Il gioco è ambientato dopo la fine della guerra d'indipendenza americana, in un periodo che và da quest'ultima alla rivoluzione francese e nell'Età Napoleonica.

### Campagna
Sono giocabili più di 90 battaglie famose in 10 capitoli
- Dichiarazione di indipendenza
- Dominio del Canada
- Aquila francese
- Sacro Romano Impero
- Sovrano nell'Europa orientale
- Impero ottomano
- Impero britannico
- Liberazione del Sud America
- La nascita dell'Impero
- Unificazione romana

Possono essere scelti vari generali e promuovere i loro gradi e titoli nobiliari. E', come in ogni altro capitolo, presente un menù per addestrare le proprie unità o acquisirne di nuove, come vecchie guardie, montanari, ussari ecc. Si potrà ingrandire il proprio palazzo reale in modo da ospitare le principesse di uno o più paesi.

### Conquista
Si possono costruire strutture militari e addestrare le unità. I giocatori possono sviluppare le città per aumentare le entrate e migliorare la tecnologia nazionale, ad esempio costruendo un'accademia militare si possono studiare varie tattiche militari. Durante la partita varo eventi storici influenzeranno la situazione sul campo di battaglia e, grande novità, Il sistema diplomatico è stato migliorato e può consentire agli alleati di unirsi alla guerra il più presto possibile o ritardare la dichiarazione di guerra del nemico contro la propria nazione, oltre a dichiarare guerra a qualsiasi paese (anche neutrale) o assistere gli alleati in qualsiasi momento. Gli scenari sono i seguenti:
- 1798 d.C. – inizio della Guerra della Seconda Coalizione.
- 1806 d.C. – inizio della Guerra della Quarta Coalizione. Il Sacro Romano Impero è stato dissolto ed è stato diviso in numerosi stati, il Portogallo è stato neutralizzato e l’Italia e la Polonia sono cresciute in potenza. Inoltre Egitto e Marocco si sono uniti alla guerra.
- 1812 d.C. – Questa conquista include il prologo della Guerra della Sesta Coalizione e della Guerra del 1812. L’America settentrionale e centrale si è unita alla guerra, la Renania è stata sciolta, Napoli ora combatte per l’Alleanza, ed Egitto e Spagna stanno ora combattendo per la Coalizione.
- 1815 d.C. – La conquista costituisce il preludio alla Settima Coalizione. Il Sudamerica entra in guerra, la Prussia annette la Renania occupata dai francesi, la Polonia viene nuovamente spartita, i Paesi Bassi vengono liberati e costretti alla neutralità e sia la Danimarca che la Baviera si rivoltano contro la Francia.

## Paesi disponibili
- Primo Impero francese
- Regno Unito
- Regno del Portogallo
- Spagna Borbonica
- Repubblica delle Sette Province Unite
- Danimarca-Norvegia
- Svezia
- Sacro Romano Impero
- Regno di Prussia
- Impero russo
- Confederazione polacco-lituana
- Regno di Sardegna (1720-1861)
- Impero ottomano
- Regno di Napoli
- Regno d'Italia (1805-1814)
- Marocco
- Regno delle Due Sicilie
- Renania
- Sassonia
- Chedivato d'Egitto
- Canada
- Stati Uniti d'America
- Messico
- Grande Colombia
- Brasile
- Impero austriaco
- Algeria ottomana
- Unione Tribale
- Irochesi

## Accoglienza
| Piattaforma | Valutazione |
| ----------- | ----------- |
| Amazon.it   | 3,4/5       |
| Google Play | 4,6/5       |
| App Store   | 4,5/5       |